# Elina Hietamäki
Anna Elina Pienimäki-Hietamäki (ur. 20 lipca 1976 w Oulu) – fińska biegaczka narciarska, zawodniczka klubu Tampereen Pyrintö.

## Kariera
Po raz pierwszy na arenie międzynarodowej Elina Hietamäki pojawiła się 19 listopada 1995 roku w zawodach FIS Race w Rovaniemi, gdzie zajęła 11. miejsce w biegu na 5 km techniką klasyczną. W 1996 roku wystąpiła na mistrzostwach świata juniorów w Asiago, gdzie była szósta w biegu na 5 km klasykiem, a w biegu na 15 km stylem dowolnym zajęła 26. pozycję. W sztafecie natomiast zdobyła brązowy medal.
W Pucharze Świata zadebiutowała 25 listopada 1995 roku w Vuokatti, zajmując 64. miejsce w biegu na 5 km stylem klasycznym. Pierwsze punkty wywalczyła dopiero 11 marca 1997 roku w Sunne, plasując się na 25. pozycji w sprincie techniką dowolną. Najlepsze wyniki w Pucharze Świata osiągnęła w sezonie 2003/2004, który ukończyła na 19. miejscu. Wtedy też dwukrotnie stawała na podium: 26 lutego 2004 roku w Drammen i 12 marca 2004 roku w Pragelato była trzecia w sprincie.
Pierwszą seniorską imprezą w jej karierze były mistrzostwa świata w Lahti w 2001 roku, gdzie była ósma w sprincie stylem dowolnym. Dwa lata później, na mistrzostwach w Val di Fiemme w tej samej konkurencji była dziewiętnasta, a w biegu łączonym na 10 km zajęła 23. miejsce. W 2002 roku brała udział w igrzyskach olimpijskich w Salt Lake City, zajmując czterdzieste miejsce w biegu łączonym i czternaste w sprincie techniką dowolną. Wystąpiła także na igrzyskach w Turynie w 2006 roku, plasując się odpowiednio na 33. i 42. miejscu. W 2008 roku zakończyła karierę.

## Osiągnięcia

### Zimowe igrzyska olimpijskie
| Miejsce | Dzień     | Rok  | Miejscowość    | Konkurencja            | Czas biegu | Strata  | Zwyciężczyni     |
| ------- | --------- | ---- | -------------- | ---------------------- | ---------- | ------- | ---------------- |
| 40.     | 15 lutego | 2002 | Salt Lake City | 10 km łączony          | 25:09,9    | +1:27,8 | Beckie Scott     |
| 14.     | 19 lutego | 2002 | Salt Lake City | Sprint stylem dowolnym | 3:10,6     | -       | Julija Czepałowa |
| 33.     | 12 lutego | 2006 | Turyn          | 15 km łączony          | 43:25,6    | +3:31,8 | Kristina Šmigun  |
| 42.     | 22 lutego | 2006 | Turyn          | Sprint stylem dowolnym | 2:12,3     | -       | Chandra Crawford |

### Mistrzostwa świata
| Miejsce | Dzień     | Rok  | Miejscowość   | Konkurencja            | Czas biegu | Strata | Zwyciężczyni    |
| ------- | --------- | ---- | ------------- | ---------------------- | ---------- | ------ | --------------- |
| 8.      | 21 lutego | 2001 | Lahti         | Sprint stylem dowolnym | 3:41,5     | -      | Pirjo Manninen  |
| 23.     | 22 lutego | 2003 | Val di Fiemme | 10 km łączony          | 26:38,4    | +55,3  | Kristina Šmigun |
| 19.     | 26 lutego | 2003 | Val di Fiemme | Sprint stylem dowolnym | 3:28,8     | -      | Marit Bjørgen   |

### Mistrzostwa świata juniorów
| Miejsce | Dzień       | Rok  | Miejscowość | Konkurencja            | Czas biegu | Strata  | Zwyciężczyni      |
| ------- | ----------- | ---- | ----------- | ---------------------- | ---------- | ------- | ----------------- |
| 6.      | 31 stycznia | 1996 | Asiago      | 5 km stylem klasycznym | 15:01,8    | +38,8   | Maija Puukilainen |
| 3.      | 2 lutego    | 1996 | Asiago      | Sztafeta               | 1:01:49,8  | +1:06,8 | Rosja             |
| 28.     | 4 lutego    | 1996 | Asiago      | 15 km stylem dowolnym  | 43:52,9    | +5:04,8 | Julija Czepałowa  |

### Puchar Świata

#### Miejsca w klasyfikacji generalnej
- sezon 1996/1997: -
- sezon 1998/1999: 51.
- sezon 1999/2000: 48.
- sezon 2000/2001: 31.
- sezon 2001/2002: 33.
- sezon 2002/2003: 37.
- sezon 2003/2004: 19.
- sezon 2005/2006: 74.

#### Miejsca na podium
| Nr | Dzień     | Rok  | Miejscowość | Konkurencja              | Czas biegu | Strata | Miejsce | Zwycięzca     |
| -- | --------- | ---- | ----------- | ------------------------ | ---------- | ------ | ------- | ------------- |
| 1. | 26 lutego | 2004 | Drammen     | Sprint stylem klasycznym | ?          | ?      | 3.      | Marit Bjørgen |
| 2. | 12 marca  | 2004 | Pragelato   | Sprint stylem dowolnym   | ?          | ?      | 3.      | Marit Bjørgen |